# Mario Mijatović
Mario Mijatović (* 24. Oktober 1980 in Batina) ist ein kroatischer Fußballspieler.

## Karriere

### Verein

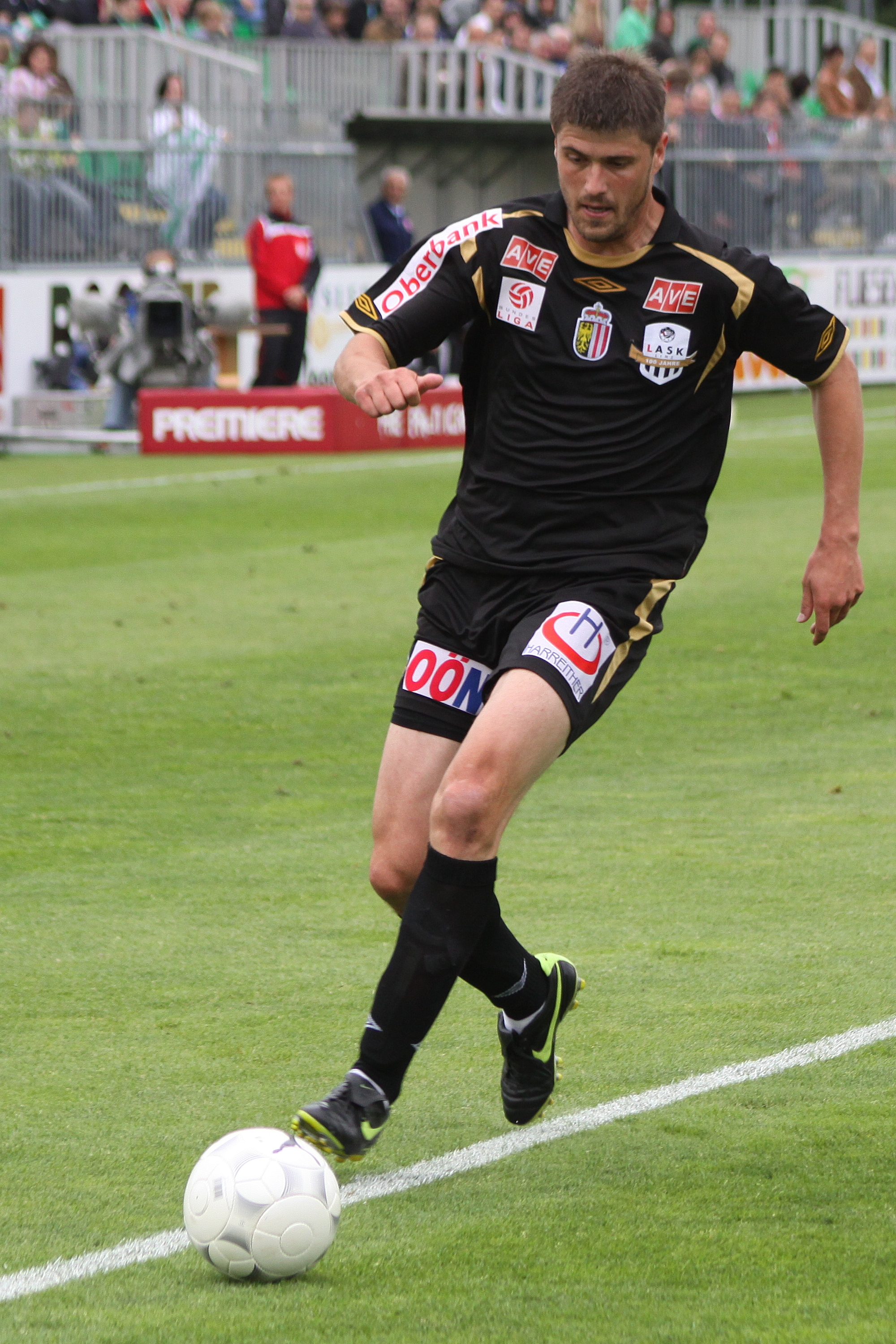
Mario Mijatovic in Aktion

Der Stürmer spielte zunächst in der Jugendmannschaft und später als Profi in der kroatischen ersten Liga bei NK Osijek. NK Belišće, Slaven Belupo und Kamen Ingrad waren seine nächsten Stationen, ehe er nach Österreich wechselte. Nachdem der gebürtige Kroate bei seinem ersten Auslandsengagement beim ASK Kottingbrunn, dem Absteiger der Regionalliga, in der Frühjahrssaison 2006 13 Tore erzielte, wurde er im Sommer 2006 um 8.000 € von LASK Linz erworben. 2007 gewann er mit dem LASK den Meistertitel der Ersten Liga und war mit zwölf Treffern zweitbester Torschütze des Vereins. Ab dem Sommer 2009 spielte Mijatovic dann ein halbes Jahr für den FC Lustenau in Vorarlberg. Nach sechs Monaten ohne Verein ging er weiter zum vietnamesischen Erstligisten Hoàng Anh Gia Lai. Dort blieb er bis zum Sommer 2011 und schloss sich Steel Azin FC im Iran an. Ein Jahr später kehrte Mijatović nach Europa zurück und spielte für AO Kavala, NK Olimpija Osijek, NK NAŠK Našice, Balmazújvárosi FC, NK Graficar Vodovod, FK Kukësi, NK Belišće, NK Borac Bobota, erneut NK Olimpija Osijek und seit 2021 steht er bei diversen kroatischen Amateurvereinen unter Vertrag.

### Nationalmannschaft
Am 27. September 2000 kam Mijatović bei einem 5:0-Testspielerfolg der kroatischen U-20 Nationalmannschaft gegen Slowenien zu seinem Länderspieldebüt.